# Theronia laevigata
Theronia laevigata là một loài tò vò trong họ Ichneumonidae.